# برساء الهملايا
برساء الهملايا (الاسم العلمي:Persea himalayaensis) هي نوع غير مؤكد من النباتات يتبع جنس البرساء من الفصيلة الغارية. سمي هذا النوع نسبةً إلى جبال الهملايا.